# فبنس (تگزاس)
فبنس (به انگلیسی: Fabens) یک منطقهٔ مسکونی در ایالات متحده آمریکا است که در شهرستان ال پاسو، تگزاس واقع شده‌است. فبنس ۱۱٫۲۶ کیلومتر مربع مساحت و ۸٬۲۵۷ نفر جمعیت دارد و ۱٬۱۰۲ متر بالاتر از سطح دریا واقع شده‌است.